# Blagoslovite sjensjtjinu
Blagoslovite sjensjtjinu (russisk: Благословите женщину) er en russisk spillefilm fra 2003 af Stanislav Govorukhin.

## Medvirkende
- Svetlana Khodtjenkova som Vera
- Aleksandr Baluev som Laritjev
- Olga Berjozkina som Masja
- Aleksandr Mikhajlov som Jurlov
- Aleksandra Kostenjuk som Vera